# Amtsgericht Nagold
Das Amtsgericht Nagold ist ein Gericht der ordentlichen Gerichtsbarkeit und eines von sieben Amtsgerichten (AG) im Bezirk des Landgerichts Tübingen.

## Gerichtssitz und -bezirk
Sitz des Gerichts ist Nagold. Der Gerichtsbezirk erstreckt sich auf die Städte und Gemeinden Nagold, Altensteig, Ebhausen, Egenhausen, Haiterbach, Rohrdorf, Simmersfeld und Wildberg. In ihm leben circa 52.000 Menschen. Zuständig ist das Amtsgericht Nagold, wie jedes Amtsgericht erstinstanzlich für Zivil- und Strafsachen, außerdem für alle Vollstreckungssachen bei Wohnsitz des Schuldners im Gerichtsbezirk sowie für Familien- und Insolvenzverfahren. Mahnverfahren finden in Baden-Württemberg zentral am Amtsgericht Stuttgart statt.

## Organisation
Geleitet wird das Amtsgericht Nagold vom Direktor des Amtsgerichts, Hans-Georg Gawronski. Dem Amtsgericht Nagold unmittelbar übergeordnet ist das Landgericht Tübingen. Zuständiges Oberlandesgericht ist das Oberlandesgericht Stuttgart.